# Euploea prothoe
Euploea prothoe är en fjärilsart som beskrevs av Jean Baptiste Godart 1819. Euploea prothoe ingår i släktet Euploea och familjen praktfjärilar. Inga underarter finns listade i Catalogue of Life.